# Obrium ruficolle
Obrium ruficolle là một loài bọ cánh cứng trong họ Cerambycidae.